# Streptococcus pneumoniae
Streptococcus pneumoniae (в клінічній практиці інколи «пневмокок» — посилаючись на колишню назву Pneumococcus. Від грец. pneumon легеня) — грам-позитивна, альфа-гемолітична бактерія, член роду Streptococcus. Важливий патоген людини, в XIX столітті визнаний як головна причина пневмонії, об'єкт багатьох досліджень гуморального імунітету. Здатен спричинити також ще багато хвороб, які об'єднують у поняття «пневмококова інфекція». Виявлено принаймні 90 різних капсульних типів S. pneumoniae, але більшість (понад 90 %) інвазивних захворювань спричинюють 23 серовари.

## Морфологія
За формою — нерухомі, ланцетоподібні або овальні, довжиною 0,5—1,25 мікрон, діаметром близько 1 мкм. Як і інші представники роду, це каталазо- і оксидазо-негативна бактерія, факультативний анаероб, її ріст швидкішає при підвищенні вмісту вуглекислого газу в атмосфері інкубації до 5—7 %. Для S. pneumoniae характерна наявність товстої полісахарідної капсули, яка виконує захисну функцію, перешкоджаючи фагоцитозу. У мазках, виготовлених із патологічного матеріалу, розміщуються парами, оточені товстою капсулою; в мазках виготовлених з чистої культури розміщуються короткими ланцюгами.

## Культивування
Добре ростуть на кров'яних або сироваткових середовищах, доповнених 0,1 % глюкозою. Здатні до лізису еритроцитів, спричиняючи альфа-гемоліз на кров'яному агарі (КА). Оптимальна температура для росту становить 37 °C, рH 7,2 — 7,6. На щільному поживному середовищі утворюють дрібні, діаметром 1 мкм, ніжні, напівпрозорі колонії. У рідкому середовищі утворюють рівномірне помутніння.
У присутності 6,5 % NaCl не ростуть, чутливі до жовчі та оптохіну. Ферментативною активністю не відзначаються: здатні розщеплювати з утворенням кислоти лактозу, рафінозу, трегалозу; можуть утворювати альфа-галактозидазу. Для серотипування пневмококів слід використовувати комерційні тест-системи для латекс-аглютинації та коаглютинації, які виявляють капсульний антиген.

## Антигени
Пневмококи мають О-сомастичний білок, спільний для всього цього виду і полісахаридний капсульний типоспецифічний антиген. Вид S. pneumoniae серологічно неоднорідний: за антигенами капсульних полісахаридів розрізняють 84 серотипи (патогенними для людей є І, ІІ, ІІІ, інші слабопатогенні).

## Резистентність
На відмінно від S. pyogenes, S. pneumoniae менш стійка до навколишнього середовища, але у висушеному мокротинні зберігається до 2 місяців. Стійкі до низьких температур. Під дією дезрозчинів звичайної концентрації гинуть через декілька хвилин; гіперчутливі до оптохіну, який діє на них у розведенні 1:100 000.

## Епідеміологія
Джерелом інфекції є хворі та бактеріоносії. Носійство поширене як серед дітей дошкільного віку (20 — 50 %), так і серед дорослих (20 — 50 %). Основний механізм передачі інфекції — повітряно-крапельний, в період епідемій — перетоді, можливий й контактно-побутовий шлях. Пік захворювання припадає на холодний сезон року.

## Захворювання
- Бактеріальна пневмонія;
- Менінгіт;
- Сепсис;
- Повзучу виразку рогівки;
- Отит;
- Ендокардит;
- Перитоніт та інші.

## Імунітет
Імунітет гуморальний, типоспецифічний, нестійкий.

## Профілактика
Для специфічної профілактики пневмококової інфекції використовують полівалентні вакцини.
Першими протипневмококовим типом вакцин були полісахаридні, які вводилися пацієнтам груп ризику. Зараз вони рекомендовані таким пацієнтам додатково до кон'югованих. «Пневмо-23» — комбінована полісахаридна вакцина, яка містить очищені капсульні полісахариди S. pneumoniae 23 серотипів. Імунізацію проводять групам підвищеного ризику: дітям віком понад 2 роки та особам, яким понад 65 років, ослабленим, або тим, кого часто госпіталізують (хворі на цукровий діабет чи хронічний бронхіт). Проводять її дворазово з 5-10 річним інтервалом.
У більш сучасних пневмококових вакцинах полісахаридна складова кон'югована з білком. Цей тип називається пневмококовою кон'югованою вакциною (ПКВ). Такі вакцини дають тривалий, імовірно пожиттєвий імунітет. Залежно від віку ПКВ може вводиться як однократно, так і серією з 2, 3 або 4 доз згідно схеми.

## Лікування
Лікування аналогічне такому, що здійснюють при інших стрептококових інфекціях. Частіше використовувати антибіотики: амоксицилін, кларитроміцин, цефутоксин, цефазолін, оспен тощо.